# Fundacja Rodzin Górniczych
Fundacja Rodzin Górniczych – niezależna i niedochodowa organizacja pozarządowa o statusie organizacji pożytku publicznego, zarejestrowana w Krajowym Rejestrze Sądowym pod numerem 0000127003, której głównym celem statutowym jest materialne wspieranie rodzin pozostałych po górnikach, którzy ponieśli śmierć w wyniku wypadków przy pracy, inwalidów górniczych i innych rodzin górniczych, znajdujących się z różnych powodów w trudnej sytuacji życiowej, a zwłaszcza będących w niedostatku lub potrzebujących doraźnego wsparcia.
Fundacja obejmuje wsparciem psychologicznym rodziny górnicze potrzebujące pomocy, a jej działania mają pomagać w wychowaniu dzieci, których ojcowie ponieśli śmierć w  wyniku wypadków górniczych.
Siedziba Fundacji znajduje się w Katowicach.
Pozostałe cele statutowe Fundacji Rodzin Górniczych to: prowadzenie integracji i reintegracji zawodowej i społecznej osób zagrożonych wykluczeniem społecznym, ochrona i promocja zdrowia, promowanie zatrudnienia i aktywizacji zawodowej osób pozostających bez pracy lub zagrożonych zwolnieniem z pracy, promowanie wypoczynku dzieci i młodzieży, promowanie kultury i sztuki, w szczególności dorobku artystycznego; promowanie działań przeciwko uzależnieniom i patologiom społecznym, promowanie i organizacja wolontariatu.
W 2011 przychody Fundacji przekroczyły 2,5 mln zł. Największa część z tej sumy (ponad 1 mln zł) została przeznaczona na stypendia dla dzieci i studentów.
W 2012 roku fundacji przyznano Nagrodę im. Wojciecha Korfantego.